# Jean Guéguen
Jean Guéguen (* 1. April 1924 in Paris; †  9. Mai 1998 in Saint-Jean-d’Aulps) war ein französischer Radrennfahrer und nationaler Meister im Radsport.

## Sportliche Laufbahn
Als Amateur wurde er 1945 nationaler Meister im Straßenrennen. 1943 hatte er das Eintagesrennen Paris–Briare gewonnen.
1946 wurde er Berufsfahrer und blieb bis 1956 aktiv. 1946 war er bei Paris–Caen erfolgreich. 1948 gewann er drei Etappen der Portugal-Rundfahrt. 1951 konnte er das Rennen Paris–Brüssel vor Bernard Gauthier sowie die Tour de Haute-Savoie für sich entscheiden. 1952 gewann er Paris–Clermont-Ferrand und eine Etappe der Algerien-Rundfahrt, 1953 Paris–Camembert und Paris–Montceau-les-Mines. 1954 siegte er im Circuit du Morbihan. 1952 wurde er Dritter im Rennen Bordeaux–Paris.
Die Tour de France fuhr er 1951 und wurde dabei 61. des Endklassements, 1953 schied er aus.